# Потанин, Андрей Николаевич
Андрей Николаевич Потанин (19 февраля 1940, Ленинград — 4 мая 2025) — советский и российский учёный-физик, теннисист и теннисный тренер. Мастер спорта СССР (1957). Чемпион СССР 1962 года в одиночном разряде, чемпион ВЦСПС в одиночном и мужском парном разрядах, многократный чемпион Ленинграда во всех разрядах. Первый советский теннисист — участник Уимблдонского турнира (1958, 1/4 финала в одиночном разряде среди юношей). Член Зала российской теннисной славы (2010).

## Биография
Родился 19 февраля 1940 года в Ленинграде.
Андрей Потанин начал играть в теннис в шесть лет, его первым тренером стала мать — В. Булысова. В дальнейшем Андрей тренировался у таких тренеров как А. Булысов, О. Цауне, И. Панасевич, Э. Негребецкий. В 1954 году стал чемпионом СССР среди юношей в одиночном разряде, в дальнейшем подтверждая это звание до 1957 года (в 1954—1956 годах также выигрывал юношеский чемпионат СССР в парном разряде); в 1957 году получил звание мастера спорта СССР. Представлял общество «Буревестник» (Ленинград).
В 1958 году Потанин вместе с Анной Дмитриевой стал первым советским теннисистом, выступившим на Уимблдонском турнире: в соревнованиях юношей в одиночном разряде он дошёл до четвертьфинала (в следующем году он единственный раз сыграл во взрослом турнире на Уимблдоне, выбыв из борьбы в первом же круге). В 1958 году Потанин стал также чемпионом ВЦСПС в одиночном разряде, добавив к этому титулу победу в парах два года спустя. В 1962 году выиграл чемпионат СССР по теннису в одиночном разряде, по итогам года возглавив десятку сильнейших теннисистов СССР, а в общей сложности входил в неё ежегодно с 1957 по 1965 год. С 1957 по 1966 год 12 раз завоёвывал звание чемпиона Ленинграда в разных разрядах, в том числе 7 раз в одиночном; в 1967 году стал победителем Спартакиады Ленинграда в одиночном и мужском парном разряде (в 1963 году — чемпион в миксте).
Игровой стиль Потанина характеризовался упорной игрой с задней линии, ленинградский мастер предпочитал долгие розыгрыши мяча, в процессе которых пытался определить слабое место соперника, изменяя глубину и направление ударов и подкрутку мяча. В этот период подобный стиль игры (который сам Потанин позже называл «испанским») считался руководством советского тенниса неприемлемым, и в результате Потанина не включали в состав сборной СССР и ограничивали возможности играть за рубежом. В итоге Потанин рано завершил выступления, в 1963 году окончив Ленинградский университет, а в 1970 году став кандидатом физико-математических наук; работал в Ленинградском гидрометеорологическом институте. В 1970-е годы стажировался в Швеции, где участвовал в командных турнирах в составе университетской сборной. В 1992 году, работая в Уппсальском университете, стал чемпионом Швеции среди ветеранов.
По возвращении в родной город Потанин занялся преподаванием тенниса, создав собственную секцию. В дальнейшем много лет тренировал в Зеленогорске.
В 2010 году имя Андрея Потанина было включено в списки Зала российской теннисной славы.
Его жена также работала тренером. Сын, Андрей — учёный-физик, дочь, Ирина Комарова — мастер спорта по теннису, была старшим тренером Школы олимпийского резерва Санкт-Петербургского дворца творчества юных.
Умер 4 мая 2025 года в возрасте 85 лет.